# Електроодонтодіагностика
Електроодонтодіагностика (ЕОД) — це лабораторний метод обстеження і виявлення патології зубів, який дає можливість дізнатись об'єктивний стан пульпи та прилеглих тканин (періодонту). Суть цього методу полягає в тому, щоб визначити поріг збудливості пульпи електричним струмом, яким подразнюються тактильні та больові рецептори пульпи. Коли отримані дані аналізують виходячи з того, що інтактна (здорова) пульпа реагує на силу струму в межах 2-6 мкА. А при наявності якогось патологічного процесу у пульпі (наприклад, пульпіт, некроз, періодонтит) поріг збудливості знижується. Зниження в межах 7-60 мкА — свідчить про наявність патології у коронковій пульпі, 60-100 мкА — патологія кореневої пульпи, більше 100 мкА — ознака загибелі пульпи та відсутність реакції на рецепторів пульпи на електричний струм. Для визначення електрозубдливості використовують різні пристрої (напр. ОД-2М, ІЗН-1, ОСМ-50, ін.)

## Методика проведення
Пацієнту дають в руку пасивний електрод або електрод у вигляді свинцевої пластинки накладають йому на руку (на підкладку, змочену водою) і фіксують. Зуб ретельно ізолюють від слини, висушують і на його поверхню накладають активний електрод (він не повинен контактувати з іншими тканинами порожнини рота). Електрод слід прикладати до найчутливіших точок, якими є: середина різального краю фронтальних зубів, верхівка щічного горбика премолярів і верхівка переднього щічного горбка молярів. У зубах, які мають велику каріозну порожнину, чутливість можна визначити з її дна, очищеного від некротизованого дентину. Силу струму лікар збільшує поступово, до незначного больового відчуття. Це відчуття і буде порогом чутливості зуба. Але спочатку доцільно визначити вихідну чутливість на інтактних симетричних зубах. Для уникнення відтоку струму, лікарю рекомендується використовувати латексні рукавички і користуватись пластмасовими дзеркалом та зондом.